# Montgomery (Illinois)
Pour les articles homonymes, voir Montgomery.
Montgomery est un village de comtés des Kane et Kendall dans l'Illinois, aux États-Unis,. Situé en limite des deux comtés, il fait partie de la banlieue de Chicago. Il est incorporé le 20 décembre 1894.

## Démographie
Lors du recensement de 2010, le village comptait une population de 18 438 habitants. Elle est estimée, en 2016, à 19 523 habitants.

## Source de la traduction
- (en) Cet article est partiellement ou en totalité issu de l’article de Wikipédia en anglais intitulé « Montgomery, Illinois » (voir la liste des auteurs).